# 柏林文化广场

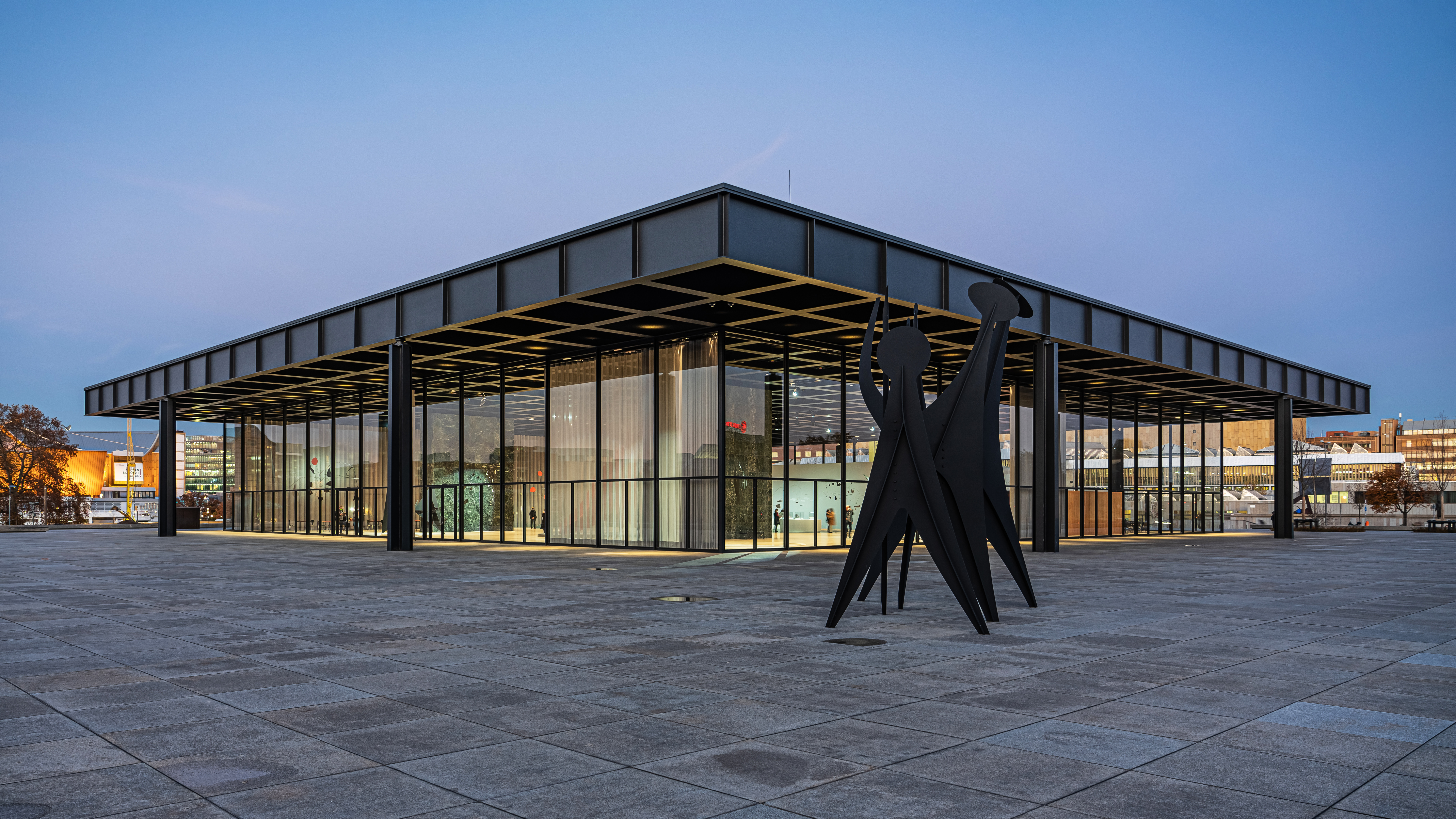
新国家美术馆，设计者Mies van der Rohe

柏林文化广场（德語：Kulturforum）是一组文化设施的统称，位于德国柏林蒂尔加滕区，波茨坦广场西侧，属前西柏林。包括：新国家美术馆、柏林音乐厅等。